# 斯普林克里克鎮區 (堪薩斯州薩林縣)
斯普林克里克鎮區（英語：Spring Creek Township）是位於美國堪薩斯州薩林縣的一個行政鎮區。

## 地方資料
斯普林克里克鎮區的面積為186.29平方千米，當中陸地面積為185.89平方千米，而水域面積為0.40平方千米。根據2010年美國人口普查的數據，當地共有人口410人，而人口密度為每平方千米2.2人。

## 外部連結
- US-Counties.com
- City-Data.com （页面存档备份，存于）